# 吉他英雄III：摇滚传奇
《吉他英雄III：摇滚传奇》是一款由RedOctane公司制作、动视发行的音乐游戏。本游戏为吉他英雄主系列第3作。本游戏于2007年10月28日在PlayStation 2、PlayStation 3、Wii以及Xbox 360等平台发行，并在稍后登陆了Windows和macOS平台。
游戏的玩法与前两作类似。
游戏收到普遍正面评价。尽管评分比前两作略微降低。